# Барабанні рудименти

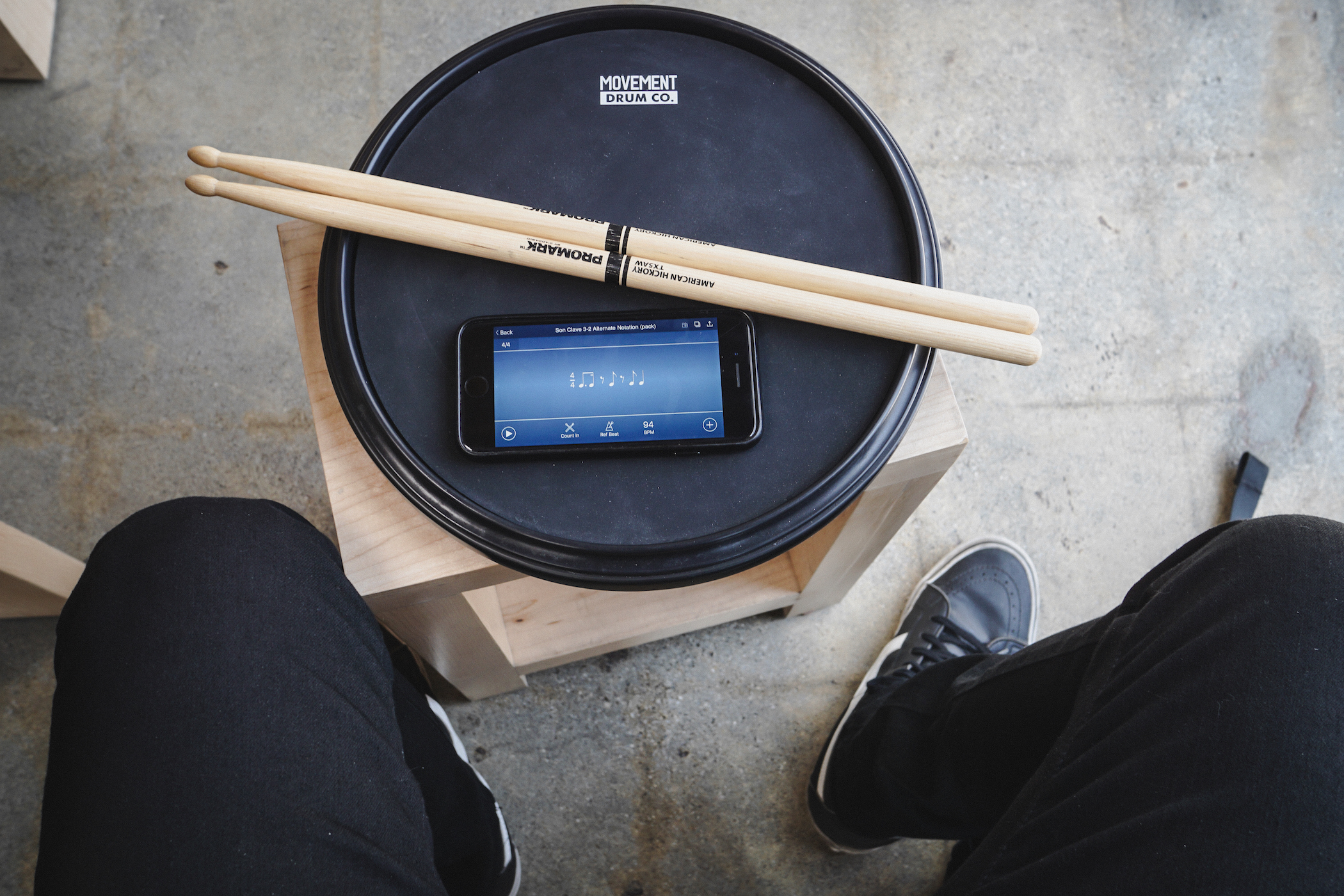
Часто при відпрацюванні барабанних рудиментів використовують метроном

Барабанні рудименти — це спеціальні прийоми, які використовуються барабанщиками для тренування і безпосередньо під час гри. Їх можна розглядати як певну послідовність різних ударів, наприклад акцентованих і неакцентованих.
Рудименти — свого роду вправи, що дозволяють натренувати м'язову пам'ять і досягти свободи, легкості в грі, точності передачі ритмічної структури. Відпрацювання рудиментів — основа формування навичок гри і розвитку техніки.
Наприклад: Парадідл — парадідли складаються з відрізків по 4 ноти, із змішаними подвійними і одинарними ударами кожною рукою. (ПЛПП ЛПЛЛ). При послідовному виконанні парадідлів, перший удар виконується по черзі правою або лівою рукою.